# Ramnopiranozil-N-acetilglukozaminil-difosfo-dekaprenol beta-1,3/1,4-galaktofuranoziltransferaza
Ramnopiranozil--acetilglukozaminil-difosfo-dekaprenol beta-1,3/1,4-galaktofuranoziltransferaza (EC 2.4.1.287, arabinogalaktan galaktofuranozil transferaza 1, GlfT1) je enzim sa sistematskim imenom UDP-alfa--galaktofuranoza:alfa-L-ramnopiranozil-(1->3)--acetil-alfa--glukozaminil-difosfo-trans,oktacis-dekaprenol 3-beta/4-beta-galaktofuranoziltransferaza. Ovaj enzim katalizuje sledeću hemijsku reakciju
2 UDP-alfa--galaktofuranoza + alfa--ramnopiranozil-(1->3)--acetil-alfa--glukozaminil-difosfo-trans,oktacis-dekaprenol {\displaystyle \rightleftharpoons } 2 UDP + beta--galaktofuranozil-(1->5)-beta--galaktofuranozil-(1->4)-alfa--ramnopiranozil-(1->3)--acetil-alfa--glukozaminil-difosfo-trans,oktacis-dekaprenol (sveukupna reakcija)
(1a) UDP-alfa--galaktofuranoza + alfa--ramnopiranozil-(1->3)--acetil-alfa--glukozaminil-difosfo-trans-oktacis-dekaprenol {\displaystyle \rightleftharpoons } UDP + beta--galaktofuranozil-(1->4)-alfa--ramnopiranozil-(1->3)--acetil-alfa--glukozaminil-difosfo-trans-oktacis-dekaprenol
(1b) UDP-alfa--galaktofuranoza + beta--galaktofuranozil-(1->4)-alfa--ramnopiranozil-(1->3)--acetil-alfa--glukozaminil-difosfo-trans-oktacis-dekaprenol {\displaystyle \rightleftharpoons } UDP + beta--galaktofuranozil-(1->5)-beta--galaktofuranozil-(1->4)-alfa--ramnopiranozil-(1->3)--acetil-alfa--glukozaminil-difosfo-trans-oktacis-dekaprenol
Enzim izolovan iz Mycobakterija tuberculosis i M. Smegmatis ima dualno beta-(1->4) i beta-(1->5) transferazno dejstvo. Učestvuje u formiranju ćelijskog zida mikobakterija.

## Literatura
- Nicholas C. Price; Lewis Stevens (1999). Fundamentals of Enzymology: The Cell and Molecular Biology of Catalytic Proteins (Third изд.). USA: Oxford University Press. ISBN 019850229X.
- Eric J. Toone (2006). Advances in Enzymology and Related Areas of Molecular Biology, Protein Evolution (Volume 75 изд.). Wiley-Interscience. ISBN 0471205036.
- Branden C; Tooze J. Introduction to Protein Structure. New York, NY: Garland Publishing. ISBN 0-8153-2305-0.
- Irwin H. Segel. Enzyme Kinetics: Behavior and Analysis of Rapid Equilibrium and Steady-State Enzyme Systems (Book 44 изд.). Wiley Classics Library. ISBN 0471303097.

## Spoljašnje veze
- Rhamnopyranosyl-N-acetylglucosaminyl-diphospho-decaprenol+beta-1,3/1,4-galactofuranosyltransferase на 